# Pseudoxyrhopus tritaeniatus
Espèce
Synonymes
- Pseudoxyrhopus dubius Mocquard, 1904

Statut de conservation UICN

 LC  : Préoccupation mineure
Pseudoxyrhopus tritaeniatus est une espèce de serpents de la famille des Lamprophiidae. 

## Répartition
Cette espèce est endémique de l'Est de Madagascar.

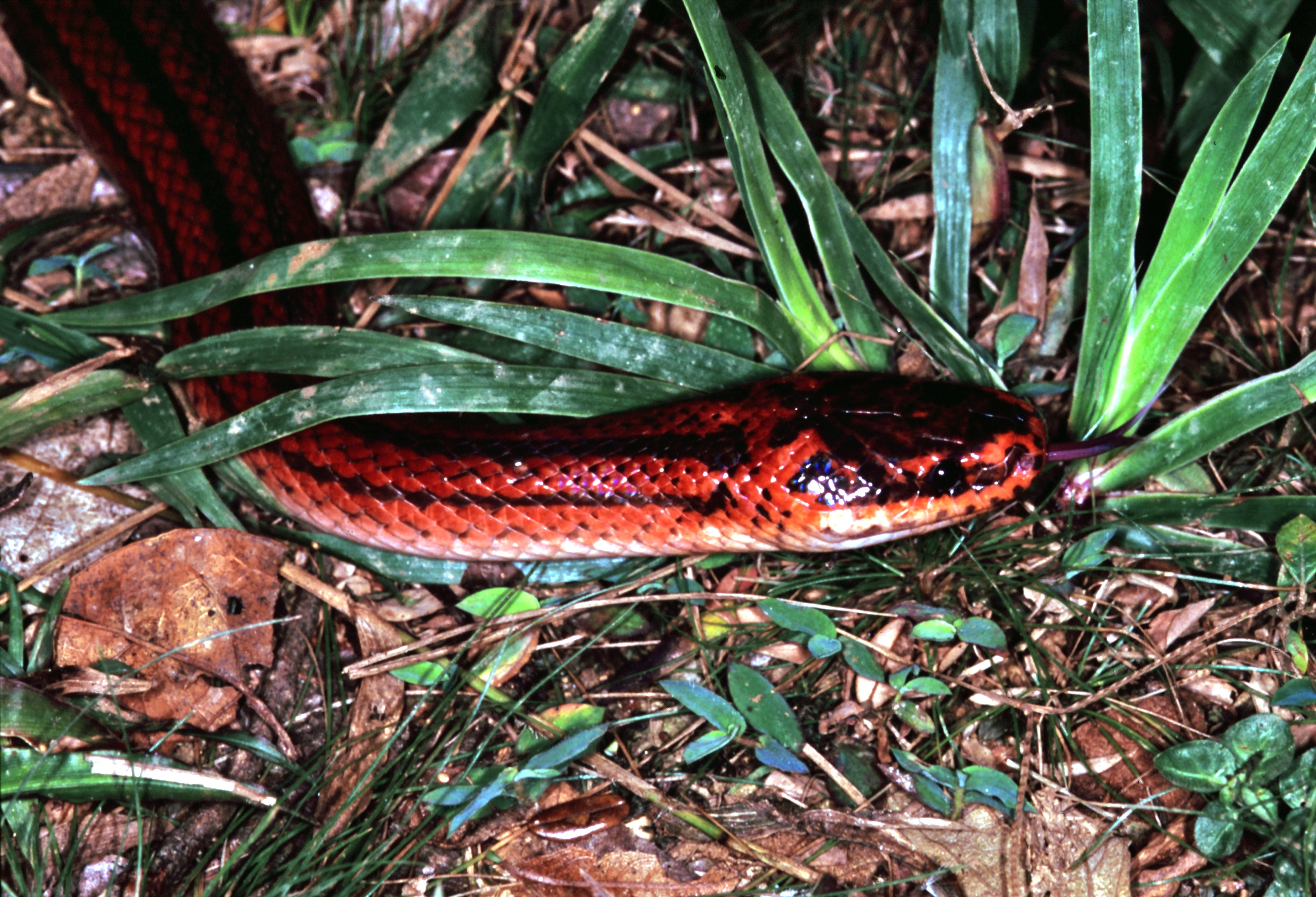

## Publication originale
- Mocquard, 1894 : Diagnoses de quelques reptiles nouveaux de Madagascar. Compte-Rendu des Séances de la Société Philomathique de Paris, vol. 9, p. 3-5.